# 台湾芒萁
台湾芒萁（学名：Dicranopteris taiwanensis）又稱臺灣芒萁，为里白科芒萁属下的一个种。